# Campo de Villavidel (kommunhuvudort)
Campo de Villavidel är en kommunhuvudort i Spanien.   Den ligger i provinsen Provincia de León och regionen Kastilien och Leon, i den norra delen av landet, 270 km nordväst om huvudstaden Madrid. Campo de Villavidel ligger 770 meter över havet och antalet invånare är 275.
Terrängen runt Campo de Villavidel är platt. Runt Campo de Villavidel är det mycket glesbefolkat, med 5 invånare per kvadratkilometer. Närmaste större samhälle är León, 18,2 km norr om Campo de Villavidel. Trakten runt Campo de Villavidel består till största delen av jordbruksmark.